# تومي غراهام (لاعب كرة قدم)
تومي غراهام (بالإنجليزية: Tommy Graham)‏ (12 مارس 1905 في المملكة المتحدة - 29 مارس 1983) هو لاعب كرة قدم بريطاني (وحمل سابقاً جنسية المملكة المتحدة لبريطانيا العظمى وأيرلندا) في مركزي قلب الدفاع والدفاع. شارك مع منتخب إنجلترا لكرة القدم. أما مع النوادي، فقد لعب مع نوتينغهام فورست.

## وصلات خارجية
- تومي غراهام على موقع قاعدة بيانات كرة القدم.إي يو (الإنجليزية)
- تومي غراهام على موقع ناشيونال فوتبول تيمز (الإنجليزية)